# Centris garleppi
Centris garleppi är en biart som först beskrevs av Carlos Schrottky 1913.  Centris garleppi ingår i släktet Centris och familjen långtungebin. Inga underarter finns listade.